# Amastigia solida
Amastigia solida är en mossdjursart som först beskrevs av Arnold Girard Kluge 1914.  Amastigia solida ingår i släktet Amastigia och familjen Candidae. Inga underarter finns listade i Catalogue of Life.